# Västersjön (Sandseryds socken, Småland)
Västersjön är en sjö i Jönköpings kommun i Småland och ingår i Motala ströms huvudavrinningsområde. Sjön har en area på 0,311 kvadratkilometer och ligger 223 meter över havet. Vid provfiske har abborre och mört fångats i sjön.

## Delavrinningsområde
Västersjön ingår i det delavrinningsområde (640463-139432) som SMHI kallar för Ovan None. Medelhöjden är 232 meter över havet och ytan är 18,27 kvadratkilometer. Det finns inga delavrinningsområden uppströms utan avrinningsområdet är högsta punkten. Dunkehallaån som avvattnar avrinningsområdet har biflödesordning 2, vilket innebär att vattnet flödar genom totalt 2 vattendrag innan det når havet efter 221 kilometer. Delavrinningsområdet består mestadels av skog (50 %) och sankmarker (37 %). Avrinningsområdet har 0,32 kvadratkilometer vattenytor vilket ger avrinningsområdet en sjöprocent på 1,8 %.